# Église Saint-Jacques de La Mothe-Achard
Pour les articles homonymes, voir Église Saint-Jacques.
L'église Saint-Jacques est un édifice catholique français, situé sur la commune nouvelle des Achards, à la Mothe-Achard, dans le département de la Vendée, en région Pays de la Loire.

## Historique
L'actuelle église Saint-Jacques, construite au XIXe siècle, est située à l'emplacement même de l'ancienne église du XIIe siècle incendiée pendant les Guerres de Religion, très endommagée par la Révolution française et détruite en 1898 alors qu'elle menaçait de s'écrouler.
En 1899, elle est ouverte au culte puis consacrée le 1er mai 1901 par l'évêque de Luçon, Nicolas-Clovis-Joseph Catteau.